# Amaro Pargo: entre la leyenda y la historia
Amaro Pargo: entre la leyenda y la historia (in italiano: "Amaro Pargo: tra leggenda e storia") è un film documentario per la televisione del 2017 sulla vita e gli enigmi che circondano la figura del corsaro spagnolo Amaro Rodríguez Felipe meglio noto come Amaro Pargo (1678-1747). Il film è stato diretto da Juan Alfredo Amil, con la documentazione compilata e le interviste rilasciate dal giornalista Benjamín Reyes.

## Contenuti
Il film e il documentario narrano la vita di Amaro Pargo e i misteri che circondano la sua figura, come la menzione di un figlio non riconosciuto che il corsaro aveva all'Avana (Cuba) o appartenente alla sua proprietà o no della proprietà o della casa de Los Mesa a Machado (El Rosario). Affronta anche la scoperta di un documento scritto dallo stesso Amaro in cui parla della concessione del brevetto corso da parte del re Filippo V di Spagna, dove si trova un suo ritratto mancante dipinto da José Rodríguez de la Oliva, il suo rapporto con la religiosa María de León Bello y Delgado (chiamata "La serva di Dio"), o se il suo tesoro esistesse davvero.

## Produzione

### Cast
Al documentario prendono parte:
- Luis de Zárate (rappresentante del pittore settecentesco José Rodríguez de la Oliva)
- Domingo Barbuzano (autore del libro El Corsario Amaro Pargo)
- Ramón González de Mesa (nipote ottavo nipote di Amaro Pargo)
- Manuel Hernández González (professore all'Università di La Laguna)
- Suor Cleofé (superiora del Convento di Santa Catalina de Siena)
- Alfredo López (attore che rappresenta Amaro Pargo nelle visite teatrali)

### Riprese
Convento di Santa Catalina de Siena e Chiesa di Santo Domingo de Guzmán, entrambi a San Cristóbal de La Laguna, l'Eremo di Nostra Signora del Rosario e le rovine della casa de Los Mesa a Machado, tenuta La Miravala e vigneti di El Borgoñón di Tegueste e Punta del Hidalgo (La Laguna).

## Accoglienza
Il film documentario è stato diffuso direttamente in televisione il 10 agosto 2017 da Televisión Canaria con grande successo di pubblico. Successivamente, è stato proiettato negli spazi culturali di tutte le Isole Canarie, essendo il primo film nella storia del cinema delle Canarie che è stato proiettato in tutte le isole e presentato in anteprima in cinque di esse.